# Außerordentliche Wahl zum Senat der Vereinigten Staaten in Oklahoma 2022
Die außerordentliche Wahl des Senatssitzes der Klasse II im US-Bundesstaat Oklahoma fand am 8. November 2022 statt.
Markwayne Mullin gewann die Wahl und ist damit einer von zwei Senatoren im Senat der Vereinigten Staaten für Oklahoma.

## Hintergrund
Oklahomas Senatssitz der Klasse II wurde bei der Wahl des US-Senats 2020 von Jim Inhofe gewonnen und ihm bis zum Jahr 2026 übertragen. Da Inhofe im Februar 2022 seinen vorzeitigen Rücktritt zum Ende des 117. US-Kongresses am 3. Januar 2023 ankündigte, war eine Neubesetzung notwendig.

## Ergebnis
Bei der Sonderwahl („special election“) am 8. November 2022 entfielen 61,8 % auf den Republikaner Markwayne Mullin, 35,2 % auf die Demokratin Kendra Horn.